# Schmidtottia uliginosa
Schmidtottia uliginosa är en måreväxtart som först beskrevs av Herbert Fuller Wernham, och fick sitt nu gällande namn av Ignatz Urban. Schmidtottia uliginosa ingår i släktet Schmidtottia och familjen måreväxter. Inga underarter finns listade i Catalogue of Life.